# Nezvěstice
Nezvěstice ist eine Gemeinde im Okres Plzeň-město, Plzeňský kraj in Tschechien. Sie liegt linksseitig der Úslava an den Einmündungen der Bradava und des Olešenský potok in der Radyňská vrchovina.

## Geschichte
Die erste urkundliche Erwähnung von Nezvěstice war im Jahr 1352. Bis zum 31. Dezember 2006 gehörte das Dorf zum Okres Plzeň-jih. Die Gemeinde hatte am 28. August 2005 1379 Einwohner.

## Gemeindegliederung
Die Gemeinde Nezvěstice besteht aus den Ortsteilen Nezvěstice und Olešná. Grundsiedlungseinheiten sind Nezvěstice, Olešná und Varta-Malá Strana.
Das Gemeindegebiet gliedert sich in die Katastralbezirke Nezvěstice und Olešná u Nezvěstic.

## Sehenswürdigkeiten
- Allerheiligenkirche
- Kreuz

## Söhne und Töchter des Ortes
- Rudolf Slánský, kommunistischer Funktionär, Opfer des Stalinismus